# Пьянгус
Пьянгус — село в Меленковском районе Владимирской области России, входит в состав Даниловского сельского поселения.

## География
Село расположено в 10 км на юг от центра поселения деревни Данилово и в 20 км на запад от райцентра города Меленки.

## История
Церковь во имя преподобного Сергия Радонежского в Пьянгус в первый раз построена в 1715 году тогда же и открыт отдельный приход. В 1783 году церковь в Пьянгусе была перестроена. Церковь была деревянная; престолов в ней два: главный во имя преподобного Сергия Радонежского, в трапезе во имя великомученика Дмитрия Селунского. В селе Пьянгус с 1888 года существовала церковно-приходская школа; учащихся в 1896 году было 33. В 1910 году в селе была построена церковь в русско-византийском стиле из красного неоштукатуренного и небеленого кирпича, которая частично сохранилась до нашего времени.
В окрестностях Пьянгуса сохранилось кладбище.
В конце XIX — начале XX века село в составе Лехтовской волости Меленковского уезда.
С 1929 года и вплоть до 2005 года село входило в состав Даниловского сельсовета Меленковского района.

## Население
| 1859 | 1905 | 1926 | 2002 | 2010 | 2021 |
| ---- | ---- | ---- | ---- | ---- | ---- |
| 138  | ↗284 | ↗380 | ↘0   | →0   | →0   |

## Достопримечательности
В исчезнувшем селе находятся развалины Церкви Сергия Радонежского (1910).